# 榛澤舞子
榛澤 舞子（はんざわ まいこ、1981年4月26日 - ）は、日本の元女子バレーボール選手。

## 来歴
東京都三鷹市出身。2000年、パイオニアレッドウィングスに入団。第11回Vリーグで初めてレギュラーとして出場し、パワフルなスパイクとジャンプサーブを武器に同シーズンで準優勝となった。また、第12回大会ではリーグ制覇を経験した。
2007年、久光製薬スプリングスに移籍。
2009年5月に現役を引退し、7月にV・チャレンジリーグの上尾メディックスのマネージャーに就任。
2010年5月、上尾の選手として現役復帰する事が発表された。2010-11Vチャレンジリーグで同チームの初優勝に貢献した。
2012年6月に同チームを退社。

## 所属チーム
- 羽沢小
- 成徳学園中
- 成徳学園高等学校（現・下北沢成徳高等学校）
- パイオニアレッドウィングス（2000-2007年）
- 久光製薬スプリングス（2007-2009年）
- 上尾メディックス（2010-2012年）

## プレースタイル
身長172cmとバレーボール選手としては小柄だが、ジャンプ力とパワーは目を見張るものがある。高いブロッカー相手にも怯まずにパワースパイクを叩き込む。また、器用な面も持ち合わせており、相手のレシーバーが下がったのを確認し、前衛にフェイントを決めることもある。近年は出場機会に恵まれておらず、打つ機会が少ないが、強烈なジャンプサーブも武器にしている。

## 人物・エピソード
- 上尾中央総合病院では、施設課に所属していた。